# 坂越由実子
坂越 由実子（さかごし ゆみこ、1989年3月22日 - ）は、音楽&ダンスユニット・hy4_4yhのメンバー。東京都出身。

## 略歴・人物
身長154.7cm、血液型はB型。
13歳頃、木村紗緒里、高橋修美との3人でジュニアアイドルとして売り出され、3人組でのイメージDVDや写真集をリリース。
後に女優に転身。女性ミュージカル集団・東京メッツにも在籍していた。同劇団解散後、音楽&ダンスユニット・hy4_4yh（ハイパーヨーヨ）の一員となり、現在でも活動中。
趣味は読書とお絵かき、特技は物真似。

## 出演

### テレビドラマ
- スカイハイ2（2004年、テレビ朝日）

### 舞台
- Tokyoアリス2001（2001年）マリィ役
- CHANCE（2001年）めぐみ役
- GANg（2002年）ローズ役
- ダルニー・ラプソディー（2002年）

### コンサート
- ポルノグラフィティ6th LIVE CIRCUIT "74ers"（2003年-2004年）少年役

### ウェブテレビ
- 矢口真里の火曜The NIGHT（2022年11月9日、ABEMA）[1]

## ビデオ・DVD
- POP UP!（2002年、心交社）

## 書籍

### 写真集
- SMILE ON!（2002年、心交社）